# Billey
Billey település Franciaországban, Côte-d’Or megyében. Lakosainak száma 248 fő (2022. január 1.). Billey Auxonne, Villers-Rotin, Flagey-lès-Auxonne, Biarne és Sampans községekkel határos.

## Népesség
A település népességének változása:
| Lakosok száma | 123  | 232  | 203  | 232  | 248  | 260  | 260  | 255  | 250  | 248  |
|               | 1968 | 1990 | 2006 | 2011 | 2015 | 2016 | 2018 | 2019 | 2021 | 2022 |